# Edwin Pitman
Edwin James George Pitman (ur. 20 października 1897 w Melbourne, zm. 21 lipca 1993 w Kingston, Tasmania) – australijski statystyk i matematyk, profesor Uniwersytetu Tasmańskiego. 

## Życiorys
Studiował na Uniwersytecie w Melbourne. W latach 1922–1923 wykładał matematykę na Uniwersytecie Nowej Zelandii. Od 1926 aż do odejścia na emeryturę w 1962 był profesorem na Uniwersytecie w Tasmanii; w 1977 został doktorem honoris causa tej uczelni. 
Zajmował się statystyką i teorią prawdopodobieństwa. Był współtwórcą (obok Ronalda Fishera) testu permutacyjnego Fishera-Pitmana.
Członek założyciel i drugi prezes Australian Mathematical Society. Działał również w Statistical Society of Australia, które w 1978 ufundowało nagrodę nazwaną na jego cześć Medalem Pitmana; Pitman był pierwszym laureatem tej nagrody.